# Microtoena
Microtoena là một chi thực vật có hoa trong họ Hoa môi (Lamiaceae).

## Loài
Chi Microtoena gồm các loài: